# Susana Seivane
  Susana Seivane Hoyo (Barcelona, 25 de agosto de 1976) es una gaitera española. Pertenece a una familia reconocida dentro del mundo de los gaiteros y artesanos de Galicia, propietaria del taller Obradoiro de Gaitas Seivane.

## Biografía
Comenzó su andadura musical a los 3 años de edad de la mano de su padre Álvaro Seivane. Nacida en Barcelona, a los 9 años se trasladó junto con su familia a Cambre. Allí entró en contacto con maestros gaiteros como Ricardo Portela y Nazario González Iglesias (Moxenas), que junto con su propio abuelo, Xosé Manuel Seivane, influyeron en el desarrollo de su carrera.
Su primer disco "Susana Seivane" lo editó en 1999. Fue producido por Rodrigo Romaní, uno de los miembros fundadores de Milladoiro. Su segundo trabajo "Alma de Buxo" decide producirlo ella misma. En él cuenta con la colaboración de artistas de reconocido prestigio, entre ellos el propio Rodrigo Romaní o Kepa Junquera.
"Mares de Tempo". Con este sugerente título ve la luz su tercer trabajo, en una trayectoria que la lleva por diferentes escenarios nacionales e internacionales (Escocia, Alemania, Francia, Italia, Estados Unidos, etc.). Diez años después de la edición de su primer trabajo aparece " Os soños que volven ", que según palabras de la artista son las melodías de su infancia. 
Su último trabajo “Susana Seivane e amigos”(Enavies) fue editado en 2015 y es fruto de un concierto en directo dado en el año 2012 en La Coruña. Recoge 16 piezas musicales.
FA
FA es el nuevo trabajo de Susana Seivane después de ocho años de silencio discográfico, un largo período que sirvió de inspiración para la composición de su quinto álbum. FA (Fiz y Antón) es una visión profunda del campo de la maternidad, el convencionalismo, la plenitud familiar y personal.
Sin perder su esencia definitoria, Susana explora nuevos ritmos imprimiendo modernidad en la tradición y convirtiéndose en una de las gaitas más virtuosas de todos los tiempos.
Con temas universales como el amor superlativo, el miedo, la inseguridad o la felicidad absoluta, Seivane construye un paisaje sonoro sin olvidar sus raíces, dotándolo de nuevos matices de su madurez como compositor e instrumentista.
FA se compone de 12 temas, de los cuales su primer extracto "Papa Pum Pum" es una canción sobre la alegría de la vida y la supremacía de los pequeños momentos; es el ejemplo perfecto del espíritu del registro más personal de FA hasta la fecha por Susana Seivane.

## Discografía
- Susana Seivane (1999)
- Alma de buxo (2001)
- Mares de tempo (2004)
- Os soños que volven (2009)
- Susana Seivane e amigos (2015)
- Fa (2018)
- Dende o meu balcón (2020)